# Ranunculus pyrenaeus
Ranunculus pyrenaeus es una especie de la familia de las ranunculáceas.

## Descripción
Planta perenne. Pedúnculo floral velloso en la parte superior. Hojas muy estrechas o lineares, enteras, sentadas de verde azulado. Flores de 10-20 mm, blancas, solitarias o hasta tres por tallo; sépalos blacuzcos lampiños.

## Hábitat
Laderas y pastos húmedos e innivados, en sustrato silíceo o descalcificado. Puede verse al poco de fundirse la nieve en poblaciones numerosas.

## Distribución
Éndemica de los Pirineos y los Alpes.

## Taxonomía
Ranunculus pyrenaeus fue descrita por Carlos Linneo y publicado en Mantissa Plantarum 248. 1771.
Citología
Número de cromosomas de Ranunculus pyrenaeus (Fam. Ranunculaceae) y táxones infraespecíficos: 2n=16
Etimología
Ver: Ranunculus
pyrenaeus: epíteto geográfico que alude a su localización en los Pirineos.
Subespecies
- Ranunculus pyrenaeus L. subsp. alismoides (Bory) O.Bolòs & Font Quer, endemismo de Sierra Nevada.[4]

Sinonimia
- Ranunculus plantagineus All.

subsp. angustifolius (DC.) Rouy & Foucaud
- Ranunculus alismoides Bory
- Ranunculus angustifolius DC.	[5]

## Nombres comunes
- Castellano: ranúnculo de los Pirineos, ranúnculo del Pirineo.[6]